# Fritz Kohlstädt
Friedrich Fritz Kohlstädt (* 17. März 1921 in Stuttgart; † 1. Juli 2000 in Pforzheim) war ein deutscher Maler. Er lebte und arbeitete in Stuttgart und Sindelfingen.

## Leben
Fritz Kohlstädt war der Sohn des Verlegers Wilhelm Kohlstädt (1887–1955), der in Stuttgart gemeinsam mit Hermann Kurtz einen geisteswissenschaftlichen Verlag leitete. Bei seiner Rückkehr aus der Kriegsgefangenschaft fand Fritz Kohlstädt die Geschäftsräume und das Lager des väterlichen Verlags, den er eigentlich hatte übernehmen sollen, durch einen Luftangriff zerstört vor. Anstatt den Betrieb wieder neu aufzubauen, entschied sich Kohlstädt für einen anderen Lebensweg.
Kohlstädt war als bildender Künstler Autodidakt. Zwar absolvierte er von 1946 bis 1948 in Stuttgart eine künstlerische Ausbildung im Zeichnen bei dem Maler und Städtegraphiker Walter Romberg und bei Rudolf Müller, aber den Zugang zur Malerei erschloss er sich allein, ohne akademische Ausbildung. Im Hauptberuf war er mehr als ein Jahrzehnt als Konstruktionszeichner und Designer bei Daimler-Benz tätig, während er nebenher seine Fertigkeiten als Kunstmaler vervollkommnete und sich vielfältige Techniken aneignete: Kreidezeichnung, Ölmalerei, Aquarell. 1963 übernahm er einen Lehrauftrag für Textilentwurf an der Fachschule für Handweberei in Sindelfingen. Schließlich lebte er als freischaffender Künstler und erkundete auf zahlreichen Reisen die Landschaften, die ihn künstlerisch anregten: die rauen Küsten Norwegens, der Normandie und Bretagne und ihr Hinterland, seltener das helle Licht des Südens.
Als Mitglied des Stuttgarter Künstlerbundes initiierte Kohlstädt wegen der unbefriedigenden räumlichen Situation in Stuttgart gemeinsam mit dem Maler Jakob Gross 1958 die Abspaltung einer Gruppe von insgesamt zwölf Künstlern aus der Stuttgarter Organisation. Zu dieser Gruppe der sogenannten Sindelfinger Sezession, die sich selbst „Die Zwölf“ nannte und bis 1970 bestand, gehörten neben Kohlstädt unter anderen Sepp Vees, Erich Glauer und Antal Lux. Kohlstädt war lange Jahre Mitglied ihres Vorstands. 
Die Stadt Sindelfingen ehrte ihn 1971 und 1981 mit Sonderausstellungen zum 50. bzw. 60. Geburtstag in der Städtischen Galerie, so auch die Stadt Leinfelden-Echterdingen 1991 zum 70. Geburtstag. 1981 erhielt er das Bundesverdienstkreuz am Bande.
Fritz Kohlstädt lebte in Wiernsheim-Serres im Enzkreis und verstarb am 1. Juli 2000 im Alter von 79 Jahren in Pforzheim.

## Werk
Kohlstädts malerisches Werk datiert zwar erst ab 1947, ist aber, auch seinem eigenen Verständnis nach, noch dem Expressionismus zuzurechnen. Die nach dem Krieg wieder zugänglichen Werke der Expressionisten hatten es dem jungen Kohlstädt angetan. Von allen moderneren Zeitströmungen unangefochten, blieb er dem Stil bis in die 90er Jahre verhaftet. In 45 Jahren hat er über 1900 Arbeiten gefertigt.
So wurde er ein später Landschaftsexpressionist, in der Tradition etwa von Lovis Corinth und Gabriele Münter. In seinen Ölbildern wird er mit fortschreitendem Alter impulsiver in der Handhabung von Form und Farbe, aber er fand schon früh in unterschiedlich weit getriebener Abstraktion seine eigene Ausdruckskraft, die sich vor allem in dem häufig gewählten Sujet dörflicher Perspektiven, namentlich aus Frankreich, eindrücklich manifestiert. Zuweilen erscheint er hierin dem ungebändigten Fauvismus des frühen Maurice de Vlaminck verpflichtet, zuweilen dem surrealen Expressionismus eines Edvard Munch zuneigend. Breiten Raum nimmt in seinem Schaffen, neben der Wachskreidezeichnung, das Aquarell ein, das ihm schon von der Technik her weichere Formen und gedämpfte Farben abverlangt und ihn als Meister von hohem Rang ausweist. Seine Aquarelle interpretieren die Natur und ihre Urgewalten – oder auch ihre Stille – im Geist von Emil Nolde. Als Porträtist vermochte er wie nur wenige Zeitgenossen, die Persönlichkeit im Bild zu erfassen; ein Porträt des Dirigenten Sergiu Celibidache von 1976 ist im Besitz des Süddeutschen Rundfunks, ein ebensolches des Ministerpräsidenten Hans Filbinger von 1978 im Familienbesitz. Zu seinen Werken zählt auch ein Porträt des Bildhauers Fritz Nuss (1973).
Viele seiner Werke befinden sich in Privatbesitz, aber auch in öffentlichen Sammlungen und Galerien.

## Familie
Fritz Kohlstädt war seit dem 3. November 1945 mit Else Maria Kohlstädt (geb. Gold; gest. 1997) verheiratet, die er mehrfach porträtierte.

## Ausstellungen (Auswahl)
Fritz Kohlstädt stellte häufig im Stuttgarter Raum aus, daneben auch in weiteren Bundesländern und im Ausland.
- Fine Arts Center, Canon City, Colorado, USA, 1962
- Kunstamt Wilmersdorf, Berlin, 1964
- Sindelfingen, Altes Rathaus, 1967
- Tübingen, Techn. Rathaus, 1967
- Sindelfingen, Städtische Galerie, Retrospektive zum 50. Geburtstag, 1971
- Iserlohn, Städtische Galerie im Parktheater, 1975
- Aalen, Rathaus, 1980
- Sindelfingen, Städtische Galerie, Retrospektive zum 60. Geburtstag, 1981
- Leinfelden-Echterdingen, Städtische Galerie Filderhalle, 1984
- Rastatt, Kunstverein, 1985
- Leinfelden-Echterdingen, Städtische Galerie Filderhalle, Aus Anlass seines 70. Geburtstags, 1991
- Kunsthaus Bühler, Stuttgart, Fritz Kohlstädt, 2008 und 2017

Bilder von Fritz Kohlstädt befinden sich in öffentlichen Sammlungen der Städte Sindelfingen, Böblingen und Stuttgart sowie beim Regierungspräsidium Stuttgart.